# Herb Trassenheide
Herb Trassenheide – herb gminy Trassenheide stanowi srebrną hiszpańską tarczę herbową, na której niebieski słup z głowicą ze srebrnym łososiem, po obu stronach zielone łodygi wrzosu z dziewięcioma zielonymi liśćmi oraz dziewięcioma czerwonymi kwiatami. 
Herb został zaprojektowany przez Michaela Zapfe z Weimaru i zatwierdzony 18 listopada 2002 przez Ministerstwo Spraw Wewnętrznych (Bundesministerium des Innern, für Bau und Heimat).

## Objaśnienie herbu
Słup wskazuje na pierwszą literę nazwy gminy „T”. Wrzos jest na terenie gminy czymś niezwykłym i jest zarazem mówiącym znakiem dla miejscowości (Heide = wrzos). Łosoś symbolizuje z jednej strony obfitość ryb w przyległych wodach Morza Bałtyckiego, z drugiej zaś strony symbolizuje rybołówstwo jako dawne, główne źródło dochodów tutejszych mieszkańców.